# البطالة في المغرب

ارقام حول البطالة في المغرب

تعتبر البطالة من أهم المشاكل التي يواجهها المغرب حيث تعرف ارتفاعا مستمرًا، فقد بلغت في 2020 أكثر من 10.5 بالمئة من إجمالي القوى العاملة أي ما يقارب 1.292 مليون مغربي. نسبة البطالة في المغرب أكثر انتشارًا في صفوف حاملي الشهادات الجامعية، خصوصاً الحاصلين منهم على شهادات في العلوم القانونية بـ 17.8 بالمئة، فكل 6 عاطلين عن العمل من بين عشرة، لم يسبق لهم أن حصلوا على فرصة عمل، ويصل معدل البطالة لدى الشباب إلى 26.8 بالمئة، يرتقب أن يرتفع ذلك العدد إلى مستويات قياسية بسبب جائحة كورونا حيث توقع صندوق النقد الدولي أن تصل نسبة البطالة في المغرب إلى 12.5% قبل نهاية 2020 أشار وزير الشغل والإدماج المهني، محمد أمكراز، إلى أنه من المرتقب فقدان ما يناهز 712.000 منصب شغل خلال سنة 2020، وتسجيل ارتفاع في معدل البطالة ليصل إلى حوالي 14.8 بالمائة.
وقد كشفت  المندوبية السامية للتخطيط في مذكرتها الإخبارية الأخيرة حول وضعية سوق الشغل عن تراجع في معدل البطالة على المستوى الوطني، ليستقر عند 12,8% خلال الفصل الثاني من سنة 2025.

## الأثر الإجتماعي
أكثر من 42% بين شبان المدن في المغرب بدون عمل، وهو ما يؤدي لتنامي مشاعر الاستياء والإحباط والتوتر خاصة في صفوف الشباب الذين يمثلون أكثر من ثلث السكان، حيث ان مشكلة البطالة تعتبر سببا رئيسيا للاحتقان الاجتماعي.
يشهد المغرب حركات احتجاج غالبا ما يقودها شبان عاطلون عن العمل خاصة ان حملة الشهادات العليا أكثر عرضة للبطالة من أولئك الذين لم ينهوا دراساتهم. ويواجه العاطل عن العمل في المغرب نظرة سلبية ودونية من المجتمع والمحيط العائلي، خاصة فئة الذكور، حيث يعتبر عالة وهو ما يزيد من حدة الضغط النفسي والاجتماعي والرغبة في الهجرة غير الشرعية، فالرجل هو المسؤول والمعيل الأول في الأسرة المغربية، فعمله يعتبر مصدر رزق للجميع، اما المرأة فهي لا تشكل خطرا لحياة الأسرة لأنها عادة ما تعتبر معيلا ثانويا، ولهذا يضطر العديد من الشباب من الحاصلين على الشهادات العليا للقيام بأعمال لا تتناسب مع مؤهلاتهم العلمية ومحصلتهم المعرفية، ورغم ان معدلات البطالة في تزايد فقد قلصت الحكومة المناصب المالية المخصصة ضمن قانون المالية.

## أسباب البطالة في المغرب
تتأثر البطالة والعمالة بعوامل مثل الأوضاع الاقتصادية، والمنافسة العالمية، والتعليم، والديموغرافيا، والتقليل من المناصب الحكومية.